# Paepsembrug
De Paepsembrug (Frans: Pont Paepsem) is een betonnen liggerbrug over het Kanaal Charleroi-Brussel in de Brusselse gemeente Anderlecht. De brug ligt in de N241.
De 27 m brede brug werd gebouwd in 1965 en bestaat uit drie overspanningen: twee zij-overspanningen van 15 m elk en een middenoverspanning van 30,47 m over het kanaal. De totale lengte bedraagt 60,57 m.